# بيلغيويوسو (بافيا)
بيلغيويوسو (بالإيطالية: Belgioioso, Lombardy)‏ هي بلدة تقع في مقاطعة بافيا بإقليم لومبارديا في شمال إيطاليا. تبلغ مساحة هذه المدينة 24 (كم²)، وترتفع عن سطح البحر 75 م، بلغ عدد سكانها 5752 نسمة في عام 2004 حسب إحصاء المعهد الوطني للإحصاء.

## السكان
في سنة 1871 بلغ عدد السكان 4٬501 نسمة، وتطور العدد ليصل في سنة 2011 لـ 6٬287 نسمة.
يظهر هذا المخطط البياني تطور النمو السكاني لـ بيلغيويوسو (بافيا)

## وصلات خارجية
- الموقع الرسمي